# Antonio Álvarez Jonte
Antonio Álvarez de Jonte (Madrid, 1784 – Pisco, Virreinato del Perú, 18 de octubre de 1820) fue un político, funcionario, diplomático español y argentino. Miembro del Segundo Triunvirato en 1812, luego de la revolución del 8 de octubre de ese año. Lo acompañaban Juan José Paso y Nicolás Rodríguez Peña, luego fue reemplazado por Gervasio Posadas, y más tarde ayudó a José de San Martín en la campaña libertadora de Chile y Perú.

## Comienzos
Nació en Madrid en 1784 y vino con sus padres a Córdoba, con nueve años se radicó en Buenos Aires con sus padres que eran personas de muy modesta condición.
Hizo sus estudios de Latín y Filosofía en el Colegio de Montserrat, Córdoba, graduándose de bachiller.
En 1806 quiso participar en las Invasiones inglesas pero fue rechazado por su pésima salud.
Después se trasladó a Chile, y en la Universidad de San Felipe obtuvo los títulos de licenciado y doctor en Cánones y Leyes, en 1808. De nuevo en Buenos Aires, actuó resueltamente en el movimiento emancipador.
Participó en los pormenores de la histórica jornada del 25 de mayo, otorgando su apoyo incondicional a la causa independentista. Por su actuación y decisión en aquellas comprometidas jornadas, el Gobierno patriótico lo envió a Chile con el propósito de acelerar el levantamiento revolucionario que en estado latente debía estallar de un momento a otro. El 18 de septiembre de 1810, cuando en el país trasandino se producía un movimiento emancipador análogo al rioplatense, con el establecimiento de la Junta Suprema del reino de Chile, fue comisionado por la Primera Junta de Buenos Aires para que la representara.

## Cargos y el segundo Triunvirato
Al llegar a Mendoza se enteró del cambio político operado en Chile, y a pesar de ello no desistió de su viaje, llegando a Santiago el 29 de octubre. Álvarez Jonte, a pesar de tener poderes sólo para presentarse ante el cabildo santiaguino, fue recibido por la Junta de Chile con toda solemnidad, donde pronunció un elocuente discurso. En él propuso tratados políticos, comerciales y una alianza militar ofensiva-defensiva tendiente a reafirmar el porvenir de Chile y las provincias del Río de la Plata. La Junta de Buenos Aires le amplió los poderes posteriormente, transformándolo en un verdadero diplomático con el título de diputado o representante. Con ese motivo, en un acto oficial, pronunció un nuevo discurso, de contenido revolucionario, desarrollando las doctrinas políticas de los filósofos del siglo XVIII, sobre la soberanía popular y el derecho inalienable de todas las agrupaciones humanas para darse el gobierno que mejor conviniera a sus intereses y a su progreso, como sostenía Diego Barros Arana. Su discurso causó honda impresión en la clase dirigente.
Entretanto, asociado a los patriotas más vehementes de Chile, apoyaba a Juan Martínez de Rozas y a Manuel Salas, desplegando una actividad inusitada hasta llegar a ser autor de algunos panfletos que comunicaban al Gobierno noticias calculadas para desacreditar a sus enemigos políticos. El envío que se hizo a Buenos Aires de unas cartas acusatorias de su actuación sirvió para que la Primera Junta lo relevara del cargo, siendo sustituido por Bernardo de Vera y Pintado, a mediados de 1811. De cualquier modo, su diligencia fue considerada como la primera muestra concreta de la diplomacia independiente en el continente americano.
De regreso a Buenos Aires, en 1812, fue elegido regidor de sexto voto y defensor de menores, al renovarse el cabildo porteño. Fue designado, conjuntamente con Mariano Sarratea, para integrar el Tribunal de Concordia. Por sus cualidades de orador comprometido, fue encargado por el Triunvirato para pronunciar un discurso alusivo al aniversario de la Revolución de Mayo, en la plaza de la Victoria, pleno de ideas liberales y patrióticas. La revolución del 8 de octubre de 1812, que produjo la caída del Primer Triunvirato, órgano ejecutivo de gobierno, en reemplazo de las Juntas, lo llevó al Gobierno siendo elegido por la mayoría de sufragios para integrar el Segundo Triunvirato, con Juan José Paso y Nicolás Rodríguez Peña. El 28 de septiembre de 1813, junto con el doctor José Francisco de Ugarteche, fue nombrado para formar parte de una comisión destinada al Alto Perú, de la que era secretario Justo José Núñez.
El 27 de diciembre de ese año recibió la orden de enjuiciar al general Manuel Belgrano para esclarecer su conducta a raíz de los desastres militares de Vilcapugio y Ayohuma, en la campaña del Norte. Belgrano fue absuelto de culpa y cargo.

## Exilio y colaborador de San Martín
A principio de 1814 reorganizó el Gobierno de la provincia de Tucumán. Fue auditor de guerra del Ejército del Norte en el corto período en que su comandante fue San Martín. 
De nuevo en Buenos Aires intervino en los acontecimientos de 1815, se presentó en el campamento del director supremo, Carlos María de Alvear, requiriéndole la renuncia de su cargo, por cuyo motivo fue desterrado.
Se exilió, como tantos otros, en Londres, donde frecuentó el trato de algunos políticos que se interesaban por la independencia de América, entre ellos, Blanco White y el filósofo inglés Jeremy Bentham.
Se dice que pudo mantenerse allí gracias a los recursos económicos que le enviaba su amigo y aliado político, el general José de San Martín. Desde Londres contribuyó eficazmente en la creación de la escuadra chilena, que habría de comandar Thomas Cochrane, con quien volvió a Chile el 28 de noviembre de 1818.
Como integrante de la Logia Lautaro, una de las más firmes organizaciones internacionales a favor de la independencia latinoamericana, le impuso la obligación de vigilar al comandante Cochrane y asesorarlo. Con este fin fue nombrado auditor de marina y secretario general de la escuadra, encargado, al mismo tiempo, de dirigir la propaganda revolucionaria en el Perú.
Continuó íntimamente ligado al general San Martín, por el que profesaba alta estima, lo que le valió la enemistad de Cochrane. Designado el 12 de enero de 1820 auditor del Ejército de los Andes, por orden del Libertador, la grave enfermedad que minaba su salud le impidió ocupar el puesto. Desembarcado en Pisco, falleció a los pocos días, murió a causa de fiebres (probablemente tuberculosis). Acababa de empezar la campaña libertadora del Perú, Sus restos fueron enterrados en la iglesia matriz de aquella ciudad. Cuando el general San Martín entró triunfante en Lima, el 10 de julio de 1821, dispuso el traslado de los restos de su fiel amigo al Panteón de la Ciudad de los Virreyes, y otorgó a sus hijos una pensión vitalicia de 360 pesos anuales. En homenaje a su amigo, decretó que el baluarte Príncipe, de las defensas del Callao, llevase en adelante el nombre de Jonte.